# دارون مالاکیان و اسکارز آن برودوی
دارون مالاکیان و اسکارز آن برودوی (قبلا با نام اسکارز آن برودوی شناخته می‌شد) یک گروه راک و متال آمریکایی است که توسط دارون مالاکیان تأسیس شد. این گروه فعالیت خود را از سال ۲۰۰۶ آغاز کرد و تاکنون ۲ آلبوم منتشر کرده است.
در اواخر سال ۲۰۰۸، گروه وارد یک وقفه شد و مالاکیان دلیل اصلی توقف گروه را «فقدان اشتیاق و دلبستگی او به تور» عنوان کرد.

## تاریخچه

### آلبوم نخست، «اسکارز آن برودوی»
در دسامبر ۲۰۰۵، مالاکیان در مصاحبه‌ای اظهار داشت که «فردا می‌تواند ده قطعه انفرادی را منتشر کند». او گفت: «مطالب زیادی دارد» و همچنین دربارهٔ برنامه‌هایش برای آینده گفت: «بعد از آلبوم‌های «مسحور کردن» و «هیپنونایز» می‌روم و به تنهایی کاری انجام می‌دهم، درست مثل سرج». پس‌از وقفه سیستم آو ا داون در می ۲۰۰۶، مالاکیان پروژه خود را اعلام کرد، گروهی که شامل جان دالمایان، درامر سیستم آو ا داون و خودش بود.

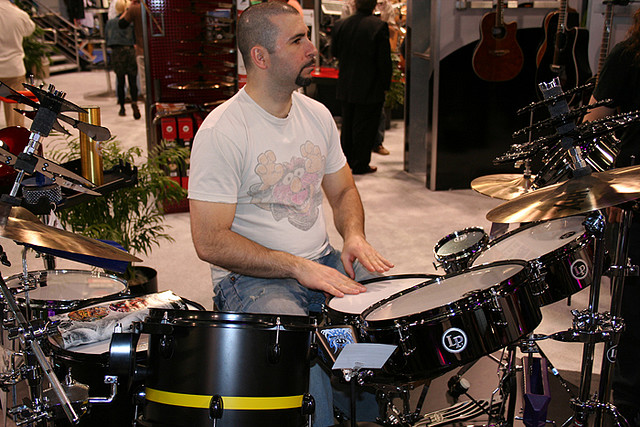
درامر سابق بند، جان دالمایان

پس‌از اینکه مالاکیان و دالمایان با نوازندگان مختلف کار کردند، گروه برای یک دوره نه‌ماهه در سال ۲۰۰۷ به تمرین‌های شدید و جلسات ضبط تحت رهبری مالاکیان در استودیوی خانگی او و سانست‌ساند پرداخت. گروه با نوازندگان، دنی شامون در کیبورد، دومینیک سیفارلی در باس، و فرانک پرز در گیتار و بک‌وکال در سپتامبر ۲۰۰۷ شروع به ضبط اولین آلبوم خود کرد.
وب‌سایت گروه دارای یک تایمر شمارش معکوس شده بود که تا ساعت ۱۵:۰۰ در ۲۸ مارس ۲۰۰۸ شمارش معکوس می‌کرد. همچنین در بالای تایمر، عبارت «آنها می‌گویند که همه چیز در شرف پایان است.» نوشته شده بود. هنگامی که شمارش معکوس به پایان رسید، آهنگ «آنها می‌گویند» در وب‌سایت آنها در دسترس قرار گرفت.
آنها اولین کنسرت خود را در ۱۱ آوریل ۲۰۰۸ در ویسکی ا گو گو اجرا کردند و همچنین در ۲۰۰۸ همراه با متالیکا اجرا کردند.
در ۲ می ۲۰۰۸، گروه اعلام کرد که اولین آلبوم آنها (اسکارز آن برودوی)، در ۲۸ ژوئیه ۲۰۰۸ منتشر خواهد شد. یک هفته بعد، گروه با اینترسکوپ رکوردز قرارداد امضا کرد. اولین تک‌آهنگ این آلبوم (آنها می‌گویند) پخش رادیویی دریافت می‌کند و در بازیِ گیتار هیرو ۵ در دسترس قرار می‌گیرد. موزیک ویدیو این آهنگ در ۲۷ ژوئن منتشر می‌شود.
این آلبوم با استقبال خوبی مواجه شد و در رتبه هفدهم بیلبورد قرار گرفت.
همچنین دومین تک‌آهنگ این آلبوم (ورد لانگ گان) در ۸ سپتامبر ۲۰۰۸ منتشر شد و یک موزیک ویدیو به کارگردانی جوئل شوماخر، فیلمساز نمایش داده شد.

### وقفه، اصلاح، و وقفه دوم (۲۰۰۸–۲۰۱۸)
در اواخر سال ۲۰۰۸، مالاکیان اعلام کرد که اجرایی برای آلبوم‌شان که شامل حضور در جیمی کیمل لایو! بود، بدون برنامه‌ریزی برای تغییر زمان لغو خواهد شد. مالاکیان دلایل شخصی را علت لغو اعلام کرد. و بعداً از فرسودگی تور به‌عنوان یک عامل اضافی در پشت این لغو نام برد. مصاحبه‌ها با سیفارلی و دالمایان نشان می‌داد که گروه به پایان کار خود رسیده. هنگامی که در مه ۲۰۰۹ از جان دالمایان درامر گروه پرسیده شد که «آیا گروه هرگز دوباره ضبط یا اجرا خواهد کرد؟» اظهار داشت: «مطمئن نیستم، اما دلم برای آن تنگ شده است».

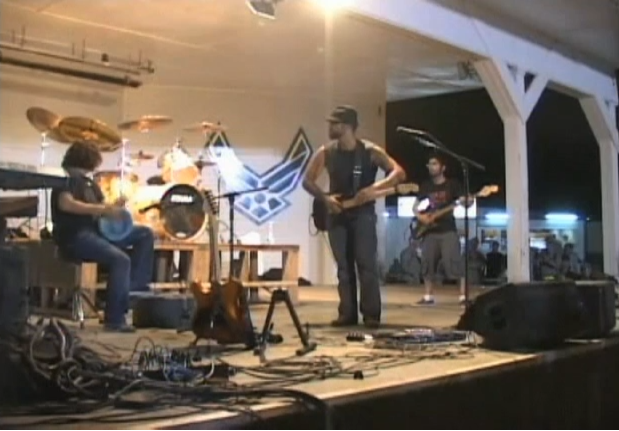
اعضای سابق، دنی شامون، فرانکی پرز و دومینیک سیفارلی در عراق در سال ۲۰۰۹

در اوت ۲۰۰۹، اعضای گروه بدون دارون مالاکیان برای تور USO در سراسر پایگاه‌های ارتش ایالات متحده بدون مالاکیان به عراق سفر کردند. اجرای آنها شامل کاورها و همچنین چند آهنگ اسکارز آن برودوی بود. پرز در توییتر خود اظهار داشت که «آهنگ‌های اسکارز شگفت‌انگیز به نظر می‌رسند، اما بدون د… مثل همیشه نیستند». در ۳۱ اکتبر ۲۰۰۹، مالاکیان با پرز، دالمایان، و شاوو اوداجیان، نوازنده باس سیستم آو ا داون، برای مهمانی هالووین اوداجیان در تئاتر روکسی اجرا کردند. که شامل آهنگ «سوئیت-پی» از سیستم آو ا داون، «آنها می‌گوند» از دارون مالاکیان و اسکارز آن برودوی و همچنین یک آهنگ بدون عنوان بود.
در ۱۰ آوریل ۲۰۱۰، گروه کنسرت بازگشت خود را اعلام کرد. و در ۲ مه، کنسرتی در غرب هالیوود با همراهی شاوو اوداجیان و اجرای یک آهنگ جدید (تاکینگ شت) برگزار کرد.
در اوت ۲۰۱۲، دالمایان خروج خود را از گروه اعلام کرد، اما اظهار داشت که انتشار آلبوم جدید همچنان «در ۳ تا ۴ ماه آینده» برنامه‌ریزی شده بود. در سپتامبر ۲۰۱۲ یک ای‌پی از آلبوم دوم آنها منتشر شد و همچنین گروه در جشنواره اپیسنتر در کالیفرنیا اجرا کرد. با درامر جدید ژول پامپنا. بااین‌حال، پرز حضور نداشت، و بعداً تأیید کرد که او نیز گروه را ترک کرده است. مالاکیان بعداً دربارهٔ انتشار آلبوم دوم در نوامبر ۲۰۱۲ با آهنگ‌هایی جدید صحبت کرد و گفت: «تمام آلبوم جدید را خودش اجرا می‌کند».
علی‌رغم تمام برنامه‌هایی که برای انتشار آلبومی بدون عنوان در اوایل سال ۲۰۱۳ در برنامه‌های زنده ذکر شده بود، تا سال ۲۰۱۸ اطلاعات جدیدی درمورد آلبوم ارائه نشد.

### آلبوم دوم، «دیکتاتور»
بالاخره در ۱۶ آوریل ۲۰۱۸، مالاکیان اعلام کرد که یک تک‌آهنگ از آلبوم دوم در ۲۳ آوریل منتشر خواهد شد. و نام این گروه به «دارون مالاکیان و اسکارز آن برودوی» تغییر یافت. مالاکیان در مورد این تغییر اظهار داشت: «هیچ‌کس گروه را ترک نکرده. وقتی برای اولین بار اسکارز آن برودوی را شروع کردم، همیشه می‌گفتم که این آهنگ‌ها از آلبومی به آلبوم دیگر متفاوت خواهد بود. بسته به نوع مسیری دارد که می‌خواهم انتخاب کنم. نوازندگان مختلف برای سبک‌های مختلف کار می‌کنند. تا حدی به همین دلیل است که نامم را جلوی نام گروه اضافه کردم.» در نهایت مالاکیان در تاریخ ۲۰ ژوئیه ۲۰۱۸ آلبوم دوم گروه را به نام دیکتاتور منتشر کرد.
این آلبوم در سال ۲۰۱۲ ضبط شد و مالاکیان در توضیح این تأخیر گفت: «عدم اطلاع از اتفاقاتی که با سیستم می‌افتد، من را از گذاشتن مطالبم بازداشت. زمان زیادی گذشته است، و من واقعاً هیجان‌زده هستم که در نهایت موسیقی را منتشر کنم.» همچنین مالاکیان اظهار داشت «آلبوم جدید می‌توانست برای سیستم آو ا داون باشد، بااین‌حال اعضای گروه نتوانستند درمورد کارگردانی موسیقی به توافق برسند.» مالاکیان همچنین تأیید کرد که آهنگ «گی‌مو»، آهنگی است که در ابتدا توسط استاماتیس کوکوتاس خوانده شده بود و قرار بود در این آلبوم باشد. علاوه‌بر این، او فاش کرد که درحال کار با یک گروه کامل برای انتشار سومین آلبوم گروه است که قرار است ضبط آن در ماه اوت آغاز شود.

## سبک موسیقی
از روزهای ابتدایی آن، دارون مالاکیان همیشه این پروژه را فقط راک خطاب می‌کرد، و از نظر او «بیشتر راک محور بود، اگرچه تأثیرات متال در سبک سیستم آف داون وجود خواهد داشت». مالاکیان اظهار داشت: «فکر می‌کنم یک طرفدار سیستم می‌تواند با این موسیقی ارتباط برقرار کند، اما چند جهت مختلف وجود دارد که می‌خواهم آن را انتخاب کنم، خواه کمی قومی‌تر باشد یا گاهی الکترونیکی.» در مصاحبه‌ای که بعداً انجام شد، مالاکیان اظهار داشت: «موسیقی آنها تحت‌تأثیر آثار راک کلاسیک مانند دیوید بویی، برایان اینو، نیل یانگ و راکسی موزیک قرار می‌گیرد.» او همچنین اظهار داشت که «ترانه‌سرایی خود را از (فرزل متال) سیستم آو ا داون به کارهای سانگ-بیسد تغییر داده است که از نیل یانگ و دیوید بووی الهام گرفته شده است.» مالاکیان گفت: «من احساس نمی‌کنم که ما یک گروه ماشینگ باشیم.» او با اشاره به رویکرد موسیقی راک و متال گروه، گفت: «اینجاست که درحال‌حاضر به‌عنوان نویسنده راحت هستم». او همچنین قصد خود را برای گروه «هویت خود» از سیستم آو ا داون بیان کرد، درحالی که همچنان همان «منطقه موضوعی و صوتی» را حفظ کرد.

## اعضای گروه
فعلی
- دارون مالاکیان – خواننده اصلی، گیتار لید و گیتار ریتم (۲۰۰۶–۲۰۰۸ | ۲۰۱۰–اکنون). درام، پرکاشن، باس و کیبورد (استودیو)

اعضای فعلی تور
- اربل بابائیان – گیتار ریتم، بک‌وکال، سمپلر (۲۰۱۸–تاکنون)
- نیکو چانتزیانتونیو – باس (۲۰۱۸–اکنون)
- رومن لومتادزه – درام (۲۰۱۸–اکنون)[۵۱]

سابق
- جان دالمایان – درامز (۲۰۰۶–۲۰۱۲)
- فرانک پرز - گیتار ریتم، بک‌وکال (۲۰۰۸–۲۰۰۹، ۲۰۱۰)، خواننده اصلی، گیتار لید (۲۰۰۸–۲۰۰۹)
- دومینیک سیفارلی – باس، بک‌وکال (۲۰۰۸–۲۰۱۲)
- دنی شامون – کیبورد، پیانو، پرکاشن (۲۰۰۸–۲۰۱۲)

اعضای سابق تور
- ژول پامپنا – درام (۲۰۱۲)

## دیسکوگرافی

### آلبوم‌های استودیویی
| عنوان            | جزئیات آلبوم                                                                                      | اوج جایگاه‌های چارت | اوج جایگاه‌های چارت | اوج جایگاه‌های چارت | اوج جایگاه‌های چارت | اوج جایگاه‌های چارت | اوج جایگاه‌های چارت | اوج جایگاه‌های چارت | اوج جایگاه‌های چارت | اوج جایگاه‌های چارت | اوج جایگاه‌های چارت |
| عنوان            | جزئیات آلبوم                                                                                      | US                 | AUS                | CAN                | FIN                | FRA                | GER                | NZL                | SWE                | SWI                | UK                 |
| ---------------- | ------------------------------------------------------------------------------------------------- | ------------------ | ------------------ | ------------------ | ------------------ | ------------------ | ------------------ | ------------------ | ------------------ | ------------------ | ------------------ |
| اسکارز آن برودوی | - انتشار: ۲۹ ژوئیه ۲۰۰۸ - ناشر: اینترسکوپ رکوردز - قالب: لوح فشرده، دی‌وی‌دی، ال‌پی و بارگیری موسیقی | ۱۷                 | ۴۳                 | ۱۱                 | ۱۴                 | ۸۸                 | ۲۳                 | ۲۶                 | ۵۴                 | ۵۸                 | ۴۱                 |
| دیکتاتور         | - انتشار: ۲۰ ژوئیه ۲۰۱۸ - ناشر: اسکارد فور لایف * قالب: لوح فشرده، دی‌وی‌دی، ال‌پی و بارگیری موسیقی  | —                  | —                  | —                  | —                  | —                  | —                  | —                  | —                  | ۵۴                 | —                  |

### تک‌آهنگ‌ها
| عنوان                                                                              | سال  | اوج جایگاه‌های چارت     | اوج جایگاه‌های چارت     | اوج جایگاه‌های چارت | اوج جایگاه‌های چارت | آلبوم            |
| عنوان                                                                              | سال  | ایالات متحده الترناتیو | ایالات متحده مین‌استریم | کانادا راک         | انگلستان راک       | آلبوم            |
| ---------------------------------------------------------------------------------- | ---- | ---------------------- | ---------------------- | ------------------ | ------------------ | ---------------- |
| «آنها می‌گویند»                                                                     | ۲۰۰۸ | ۱۵                     | ۲۵                     | ۴۲                 | ۴                  | اسکارز آن برودوی |
| «ورد لانگ گان»                                                                     | ۲۰۰۸ | -                      | -                      | ۸۸                 | -                  | اسکارز آن برودوی |
| «فاکینگ»                                                                           | ۲۰۱۰ | -                      | -                      | -                  | -                  | بدون آلبوم       |
| «لایوز»                                                                            | ۲۰۱۸ | -                      | -                      | -                  | -                  | دیکتاتور         |
| «دیکتاتور»                                                                         | ۲۰۱۸ | -                      | -                      | -                  | -                  | دیکتاتور         |
| «گانز آر لودد»                                                                     | ۲۰۱۸ | -                      | -                      | -                  | -                  | دیکتاتور         |
| «—» به نمایش‌هایی اشاره دارد که در آن کشور در چارت قرار نگرفته‌اند یا منتشر نشده‌اند. |      |                        |                        |                    |                    |                  |

### موزیک ویدیوها
| سال  | عنوان          | کارگردان (های) |
| ---- | -------------- | -------------- |
| ۲۰۰۸ | «آنها می‌گویند» | پل مینور       |
| ۲۰۰۸ | «ورد لانگ گان» | جوئل شوماخر    |
| ۲۰۱۱ | «فاکینگ»       | گرگ واترمن     |
| ۲۰۱۸ | «لایوز»        | هایک ماتوسیان  |
| ۲۰۱۹ | «گانز آر لودد» | گرگ واترمن     |